# 가와베정 (와카야마현)
가와베정(川辺町)은 와카야마현 중부에 위치했던 정이다.
2005년 5월 1일에 나카쓰촌, 미야마촌과 합병해 히다카가와정이 되었다.

## 역사
- 1955년 1월 1일 - 하야소촌, 뉴촌, 야타촌이 합병해 성립하였다.
- 1962년 4월 1일 - 나카쓰촌의 일부를 편입하였다.
- 2005년 5월 1일 - 나카쓰촌, 미야마촌과 합병해 히다카가와정이 성립하였다. 동일 가와베정은 폐지되었다.

## 교통

### 철도
- 서일본 여객철도 기세이 본선(기노쿠니 선)

### 도로
- 한와 자동차도 - 가와베 나들묵